# Tonj
Tonj är en ort i Sydsudan, huvudort i länet Tonj South. Den ligger i delstaten Warrap, i den centrala delen av landet, 400 kilometer nordväst om huvudstaden Juba.